# 荒木不二洋
荒木 不二洋（あらき ふじひろ、1932年7月28日 - 2022年12月16日）は、日本の数学者・数理物理学者。京都大学名誉教授。京都大学数理解析研究所元所長。専門は場の量子論・量子統計力学の代数的構造論、作用素環論。父は京都大学名誉教授荒木源太郎。

## 研究・人物
湯川秀樹の研究室で場の量子論を学ぶ。その後、京都大学工学部助手・講師、京都大学数理解析研究所助教授・教授を歴任し、場の量子論・量子統計力学の代数的構造論、ならびに作用素環論などにおいて研究を行っている。
作用素環の構造とその数理物理学への応用において顕著な業績がある。特に、作用素環論を用いた代数的場の量子論の定式化 (Araki-Haag-Kastler formulation) やIII型フォン・ノイマン環と場の量子論の関係、荒木-Woods不変量の導入など、数理物理学とフォン・ノイマン環の深い結び付きを解明した。
こうしたIII型フォン・ノイマン環の構造に関する研究は、後の富田-竹崎理論やコンヌの仕事に影響を与えた。また、Kubo- Martin-Schwinger の平衡条件と変分原理の等価性や種々のエントロピーの記述、化学ポテンシャルの記述など、作用素環論的手法を用いて格子系の量子統計力学の研究に貢献した。
数理物理学分野においてポアンカレ賞を受賞している。コンヌがフィールズ賞を受賞したときに業績紹介を行った。国際数理物理学会会長を歴任し、“Communications in Mathematical Physics”誌の編集委員、“Reviews in Mathematical Physics”誌の創刊に携わるなど、数理物理学の発展に尽力している。
なお、京都大学名誉教授の中西襄は、同期である。長らく数研出版の「チャート式 解法と演習」(黄チャート)の編纂者の常連であった。

## 略歴

### 学歴
- 1955年 - 京都大学理学部物理学科卒業
- 1957年 - 京都大学大学院理学研究科物理学専攻修士課程修了[6]
- 1960年　Ph.D.（プリンストン大学、学位論文「場の量子論におけるハミルトン形式の正準交換関係」）
- 1961年 - 理学博士（京都大学、学位論文「場の量子論における一般化された遅延関数と運動量空間の解析関数」）

### 職歴
- 1957年4月 - 京都大学工学部助手
- 1961年4月 - 京都大学工学部講師[7]同年3月 - 京都大学工学博士 「場の量子論における一般化された遅延関数と運動量空間の解析関数」[8]。
- 1964年4月 - 京都大学数理解析研究所助教授（応用解析第一研究部門）
- 1966年1月 - 京都大学数理解析研究所教授（応用解析第一研究部門）
- 1968年4月 - 京都大学数理解析研究所教授（応用解析第二研究部門）
- 1993年1月 - 京都大学数理解析研究所所長（1996年3月まで）[9][10]
- 1996年3月 - 京都大学退官
- 1996年4月 - 京都大学名誉教授、東京理科大学理工学部数学科教授（2001年3月まで）

#### 学外における役職
- 1978年1月 - 国際数理物理学会副会長
- 1979年1月 - 国際数理物理学会会長
- 1981年9月 - 国際純粋・応用物理学連合数理物理学委員会委員
- 1982年 - フィールズ賞選考委員

## 受賞・講演歴
- 1970年 - ICM招待講演（ニース）[11]
- 1978年 - ICM招待講演（ヘルシンキ）[11]
- 1996年 - 「物理学と数学の境界領域の開拓」により朝日賞を受賞[12]。
- 2003年 - 「場の量子論と量子統計力学の基礎及び作用素環論への貢献」によりポアンカレ賞受賞[13]。
- 2007年 - フンボルト賞物理学分野受賞。
- 2011年 - 瑞宝中綬章受章[14]。

## 著作

### 単著、共著
- 『場の量子論における一般化された遅延関数と運動量空間の解析関数について』（博士論文）京都大学、1961年3月23日。
- 『数学と物理学の接点』ダイヤモンド社、1979年。ISBN 9784478830017。
- 「量子場の数理」『岩波講座現代の物理学 第21巻』岩波書店、1993年。
- 『統計物理の数理』岩波書店〈岩波講座応用数学 対象 3〉、1994年。
  - 『統計物理の数理』（改訂版）岩波書店、1994年。ISBN 4000062905。

### 編纂
- 新井朝雄『フォック空間と量子場 上』（荒木不二洋、江沢洋 編）日本評論社〈数理物理シリーズ〉、2000年。
- 新井朝雄『フォック空間と量子場 下』（荒木不二洋、江沢洋 編）日本評論社〈数理物理シリーズ〉、2000年。
- 新井朝雄『物理学の数理 ニュートン力学から量子力学まで』（荒木不二洋 監修、大矢雅則 監修）丸善出版、2012年。ISBN 4621065130。